# Kostnadsinflation

På ett aggregerat utbuds- och efterfrågandiagram kan kostnadsinflationen avbildas som en skiftning uppåt av den aggregerade utbudskurvan.

Kostnadsinflation är en typ av inflation som beror på att produktionskostnaderna stiger så att producenten måste ta ut högre priser som kompensation. Det kan bero på stigande kostnader för råvaror, arbetskostnader eller stigande indirekta skatter. Kostnadsinflationen kan avbildas grafiskt som en skiftning uppåt av den aggregerade utbudskurvan.
Ett exempel på detta är perioden av inflation efter oljekrisen 1973.